# Coleophora sobrinella
Coleophora sobrinella é uma espécie de mariposa do gênero Coleophora pertencente à família Coleophoridae.

## Distribuição
É encontrada na Turquia.